# Chiesa di San Rocco (Faenza)
La chiesa di San Rocco è una chiesa di Faenza sede della omonima confraternita fin dal 1519.

## Descrizione
La facciata, in laterizio, venne ricostruita rendendola più semplice attorno al 1850. In precedenza esisteva anche un porticato che arrivava fino alla piazzetta in cui sorge la chiesa di Santa Maria ad Nives.
All'interno sono conservate interessanti opere d'arte, fra cui una statua di Carlo Sarti, realizzata nel 1758, di San Francesco di Paola e una pala di Giuseppe Orioli.